# Archontophoenix purpurea
Archontophoenix purpurea är en enhjärtbladig växtart som beskrevs av Donald R. Hodel och John Leslie Dowe. Archontophoenix purpurea ingår i släktet Archontophoenix och familjen Arecaceae. Inga underarter finns listade i Catalogue of Life.

## Bildgalleri

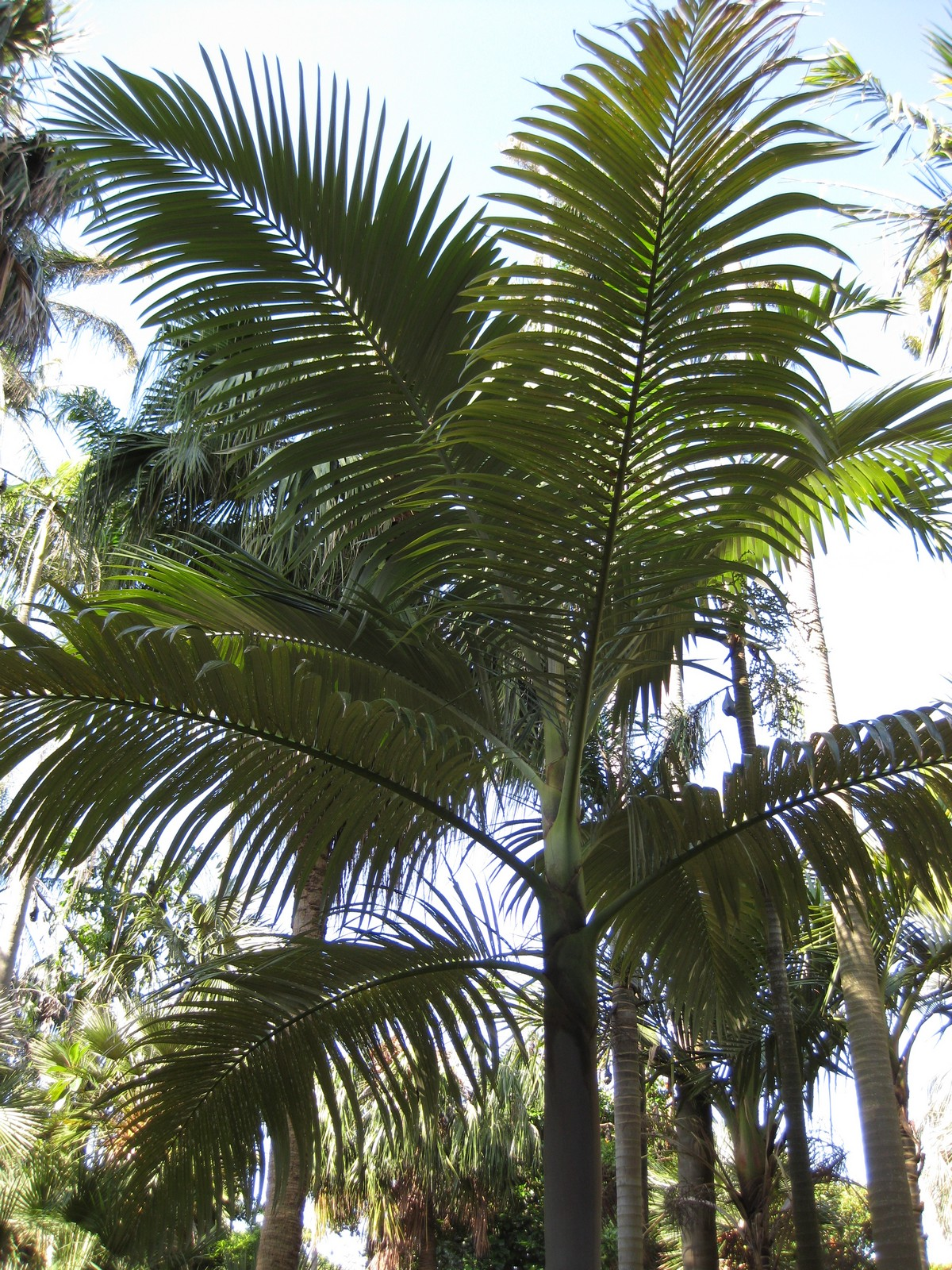
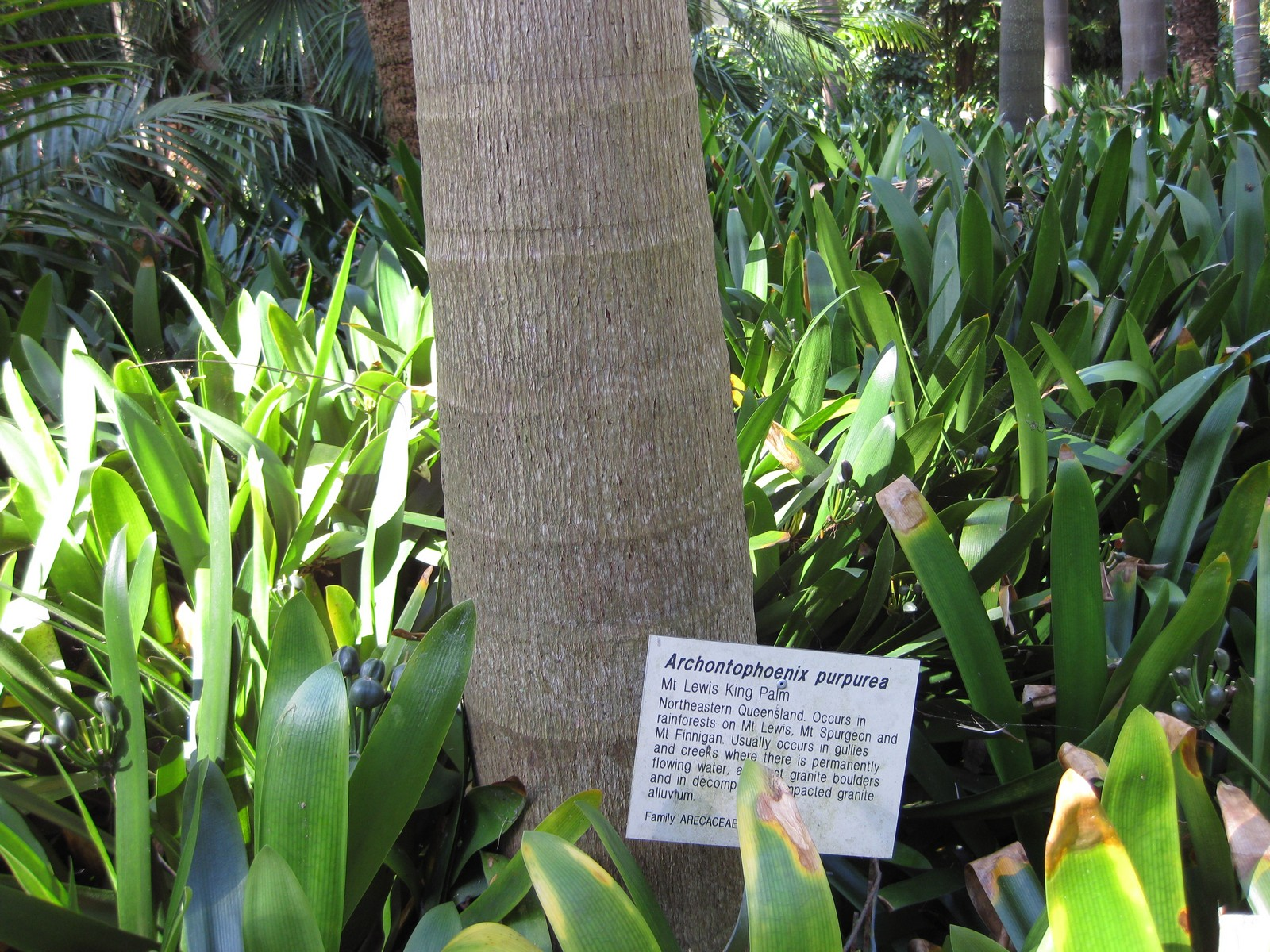